# 梁槿煥
梁 槿煥（ヤン・グヌァン、りょう・きんかん、朝鮮語: 양근환、1894年5月9日 - 1950年9月）は、日本統治時代の朝鮮の独立運動家、大韓民国の政治家。
本名は梁 三成（ヤン・サムソン、양삼성）、別名は梁 泰煥（ヤン・テファン、양태환）。日本名は石井 勝三郎。

## 生涯
黄海道延白郡出身。天道教信者になって1919年に三・一運動に参加し、同年9月に渡日して日本東京の早稲田大学政治経済科に入学した。
三・一運動で朝鮮独立を要求する声が大きくなり、独立運動組織が続々と結成されると、日本は柔和策で対応した。ここに同調したのが閔元植を中心とする国民協会の参政権請願運動であった。閔元植は各界各層を訪問して参政権請願運動を広報し、日本当局に提出する署名を得た。この過程で内鮮一体状態で朝鮮人は徐々に日本人と同様権利を得て幸せになることができるという論理を主張した。
このような国民協会の主張が朝鮮人の団合した独立要求を霧散させるための欺瞞策だと思い、彼を代表的な親日派人物に指目した。そして、参政権請願書を持って東京に渡って来た閔元植を直接処断することに決心した後、1921年2月16日に帝国ホテルに訪ねて彼を面談した。 署名運動のために多くの人に会っていた閔元植は疑心なしに面会したため、 懐に隠しておいた刀で閔元植を殺害した。
現場からは逃れたが、2月24日に長崎市港から上海市へ出国しようとし、警察に捕まった。1922年に裁判で無期懲役刑が確定されてから、約11年の間の獄中生活を終えて1933年に出所した。
1945年の光復後に帰国し、米軍政治下で韓国民主党の創党と右翼運動に加わった。1950年、朝鮮戦争中に避難した道に7月5日に京畿道坡州市から後退する朝鮮人民軍に拉致され、人民裁判で死刑宣告を受けて処刑された。
1980年に建国勲章独立章を追贈された。

## 参考サイト
- ko:틀:독립유공자
- . ISBN 978-89-7199-012-4